# Du bist Musik
Du bist Musik ist ein deutscher Revuefilm von Paul Martin aus dem Jahr 1956. Caterina Valente spielt die erfolgreiche Künstlerin Marina Rosario, die der von Paul Hubschmid verkörperte unbekannte Komponist Peter Heiden unbedingt für seine neue Revue gewinnen möchte. In tragenden Rollen sind Grethe Weiser, Rudolf Platte und Ruth Stephan besetzt.

## Handlung
Der mittellose Komponist Peter Heiden hat der bekannten Sängerin und Tänzerin Marina Rosario bereits zwei Mal seine neue Revue geschickt, doch der Umschlag kam stets ungeöffnet zurück. Als auch der dritte Versuch scheitert, leiht sich Peter von seinem Freund Rudi Geld und sucht Marina in Barcelona auf. Er wird nicht einmal zu ihr vorgelassen und wirft seine Noten später frustriert eine Böschung hinunter. Beim Versuch, die Blätter wiederzuholen, stürzt er schwer.
Als er aus der Ohnmacht erwacht, findet er sich im Königspalast des fiktiven Zwergstaats Montanien wieder, wird er doch für den verschollenen König Otto III. gehalten, der bereits seit sechs Monaten auf Ausgrabungsreise in Ägypten weilt. Peter nutzt die Chance und lässt Marina mit ihrer Truppe nach Montanien kommen, um ein Gastspiel zu geben. Auch Rudi wird an den Hof geholt. Die Proben beginnen und langsam kommen sich Peter und Marina näher.
Die Ministerpräsidentin hat unterdessen vom behandelnden Arzt Pauls erfahren, dass er nicht der richtige König sein kann, da ihm eine charakteristische Narbe fehlt. Montanien wiederum würde an Iberien fallen, sobald der Zwergstaat ohne Leiter ist, was für alle 2000 Einwohner Steuerzahlen bedeuten würde. Daher wollen die Politiker des Landes den Doppelgänger decken, doch wendet sich der Arzt an den iberischen Botschafter, der einen Beweis für die Echtheit des Königs haben will. Da dieser jedoch in der Zwischenzeit zurückgekommen ist, kann der Beweis erbracht werden. Es kommt zu Verwicklungen, weil Peter Marina zwar gestehen will, dass er kein echter König ist, sie dies aber schon vor seinem Geständnis erfährt und in ihm nun einen Hochstapler vermutet. Der echte König wiederum findet Gefallen an Marina, will sie heiraten und auch Peters Revue aufführen lassen, um einen Skandal zu vermeiden – wobei sich Marina weigert, die Revue mit Peter in Verbindung zu bringen, will sie ihm doch nicht als Sprungbrett zum Erfolg dienen.
Peter reist zurück nach München und sieht sich die Revue im Fernsehen an. In mehreren Telefonaten zwischen den einzelnen Nummern versöhnen sich Peter und Marina, die schließlich bekannt gibt, dass er der Komponist aller Stücke sei. Der König erkennt, dass dies seine Entlobung mit Marina bedeutet und akzeptiert es. Am Ende singt Marina in einem Brautkleid Du bist Musik und küsst Peter aus dem Fernsehbildschirm kommend.

## Produktion, Veröffentlichung

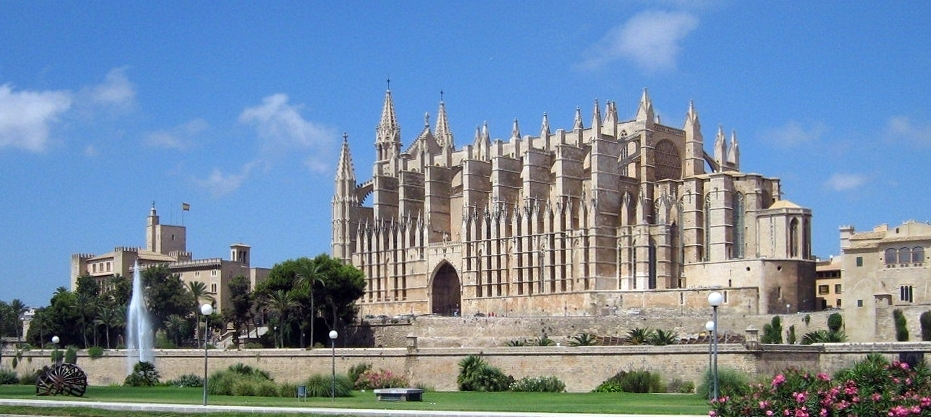
Die Kathedrale von Palma, ein Drehort des Films

Die Dreharbeiten fanden vom 24. Juni 1956 bis Juli 1956 in den CCC-Studios Berlin-Spandau statt. Außenszenen entstanden auf Palma, wobei die Außenszenen des Königspalastes an der Kathedrale von Palma gedreht wurden. Die Filmbauten lagen in der Hand von Helmut Nentwig und Albrecht Hennings, für die Garderobe war Maria Brauner verantwortlich.
Im Film sind verschiedene Schlager zu hören, die von Caterina Valente gesungen werden: Du bist Musik, Das ist Musik für mich, Das hab’ ich gleich gewußt, Daisy Crazy, Tschi Bam und Keine Angst vor der Liebe. Die Liedtexte stammen von Kurt Feltz.
Es sind zudem die Titel Nofretete, Piratentanz und Flamenco-Boogie zu hören, die von Caterina Valente, Silvio Francesco, Billy Daniel, Tommy Albertus, Robert Stevenson und Gerhard Nel tanzend präsentiert werden. Es spielt das Orchester Kurt Edelhagen.
Du bist Musik erlebte am 21. September 1956 in der Essener Lichtburg seine Premiere; die Uraufführung des Films fand am 4. Februar 1956 in Dänemark statt. 1957 wurde der Film in den Niederlanden und in Schweden veröffentlicht, 1958 in Portugal und Finnland. Zu sehen war er zudem in Brasilien, Spanien, Frankreich, Griechenland und Italien. Der DDF 1 strahlte den Film erstmals am 23. November 1963 aus, in der Bundesrepublik Deutschland war er am 29. August 1989 erstmals beim Sender 3sat zu sehen.
Der Film ist Bestandteil der von der Universum Film GmbH am 6. Oktober 2017 herausgegebenen DVD „Erinnerungen an Caterina Valente“; als Einzelfilm gab ihn UFA Home Entertainment im Oktober 2006 unter der Rubrik „Wirtschaftswunder Kino“ heraus.

## Kritik
Das Lexikon des internationalen Films bezeichnete Du bist Musik als „Schlager der Zeit in einem erfolgreichen Musik-Lustspiel rund um Caterina Valente“.
Für Kino.de war der Film eine „der zahllosen Artur-Brauner-Produktionen nach Schablone: Zuerst keine Liebe und kein Erfolg, dann Liebe und Erfolg. Ergebnis: Happy End“. Die Rede war von einem „seichten Schlager-Lustspiel“, in dem Caterina Valene „Dreh- und Angelpunkt“ sei, und mit „Charme und guter Stimme jede Untiefe des seichten Drehbuchs elegant umschiff[e]“.